# David Smith (escultor)

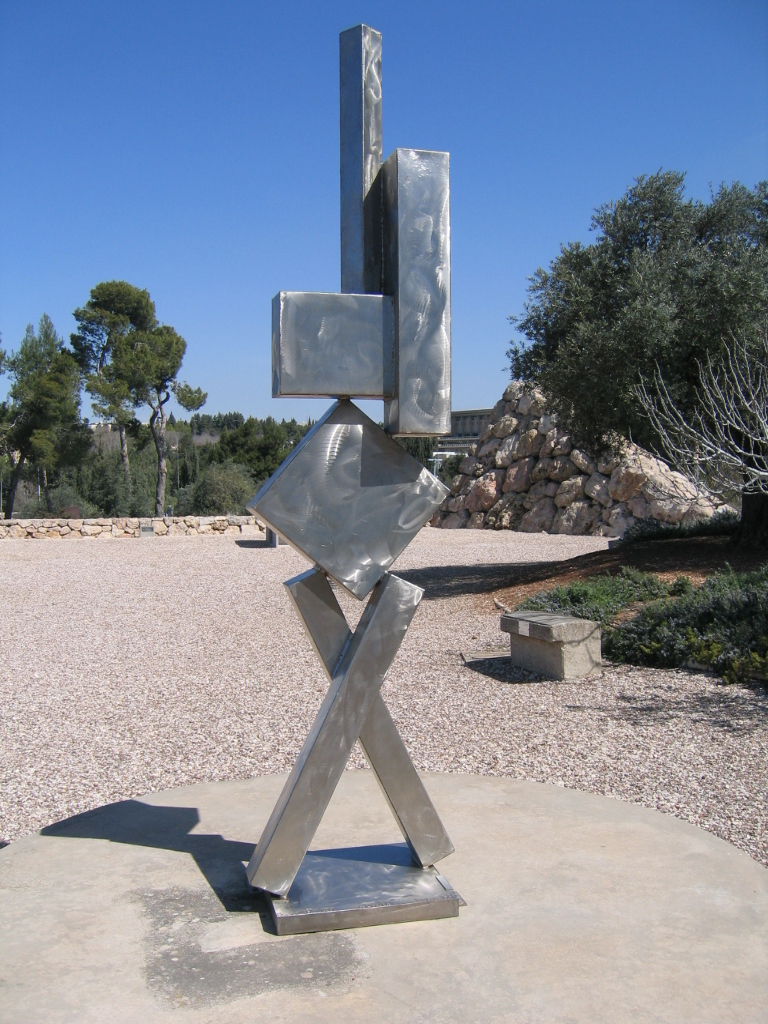
Cubi VI, de David Smith.

David Smith (Decatur, Illinois, 6 de marzo de 1906 - Bennington, Vermont, 24 de mayo de 1965) fue un escultor estadounidense, famoso por sus construcciones abstractas en metal.

## Biografía
Nació el 9 de marzo de 1906 en Decatur, Illinois. Estudió en la Liga de Estudiantes de Arte de Nueva York.
En 1933 hizo su primera escultura en hierro al fijarse en unas fotografías de Pablo Picasso y Julio González.
Durante la Segunda Guerra Mundial trabajó en una fábrica de locomotoras donde comenzó el interés por la maquinaria y las construcciones.
Durante su tiempo como artista visitante en la Universidad de Indiana , Bloomington, en 1955 y 1956, Smith produjo los Forgings, una serie de once esculturas de acero forjadas industrialmente. Para crear las piezas forjadas , cortó, tapó, aplanó, pellizcó y dobló cada barra de acero, luego pulió, oxidó, pintó, barnizó o enceró su superficie. Fue un crítico radical de la violencia y de las avaricias humanas como demuestran muchas de sus obras. Destacan sus trabajos denominados Cubi que consisten en grandes bloques de metal sobre altos pedestales.
Murió el 24 de mayo de 1965 a la edad de 59 años, en un accidente de tráfico cerca de Bennington, Vermont.